# Prowincja Bà Rịa-Vũng Tàu
Bà Rịa-Vũng Tàu wymowaⓘ – prowincja Wietnamu, znajdująca się w południowej części kraju, w Regionie Południowo-Wschodnim.

## Podział administracyjny
W skład prowincji Bà Rịa-Vũng Tàu wchodzi sześć dystryktów oraz dwa miasta.
- Miasta:

1. Bà Rịa
2. Vũng Tàu

- Dystrykty:

1. Châu Đức
2. Côn Đảo
3. Đất Đỏ
4. Long Điền
5. Tân Thành
6. Xuyên Mộc